# タイガー・テンプル
タイガー・テンプル、トラ寺院（トラじいん）、またはワット・パー・ルアン・タ・ブア・ヤナサンパンノは、タイ西部のカーンチャナブリー県サイヨーク郡にある上座部仏教の寺院。1994年、インドシナトラを中心としたトラなどの野生動物のために森林の寺院や聖域として創建された。寺院には入場料がかかる。 
この寺院は、商業的利益のためにトラを虐待、一部の動物を売買したとして、長年、動物愛護活動家から非難されていたが、2005年の野生動物当局による調査とタイ兵士による手入れで、動物虐待の疑いはなくなった。寺院の敷地内で見つかった38羽の保護された鳥を無許可で所持した罪で告訴された。 
2016年5月、タイ野生生物保護局 (WCO) がトラの捕獲と移動を開始し、施設を閉鎖する予定であった。当局によると、137頭のトラがいた他、40匹の子トラの死骸が冷凍されており、5年以上前に死亡した個体もあった。 

## 寺に住むトラ

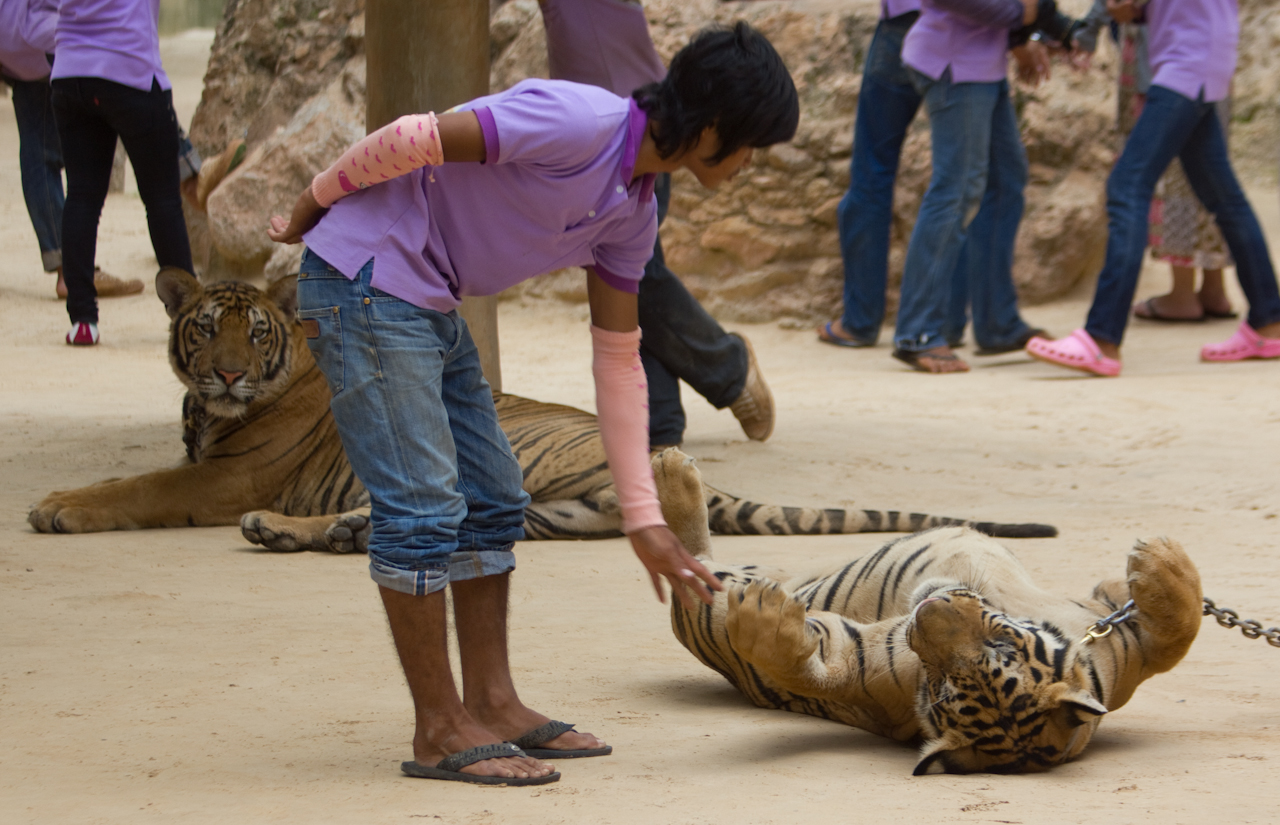
2011年

1999年、村民によって発見された最初のトラの子どもを寺院は受け取ったが、すぐに死亡した。後に、いくつかのトラの子が寺に持ち込まれた。2016年1月頃には、寺院に住むトラの数は150匹を超えていた。 

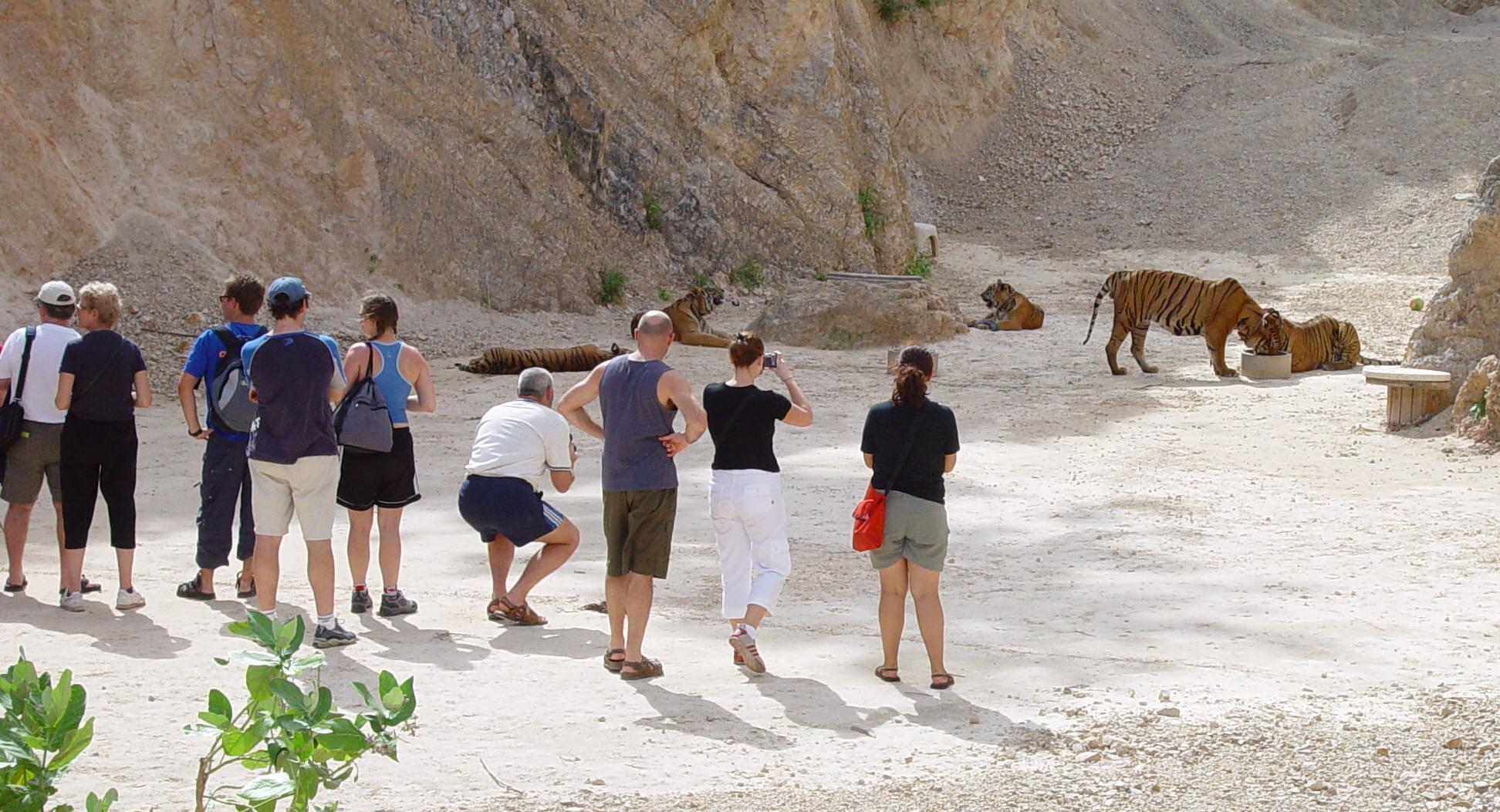
2004年

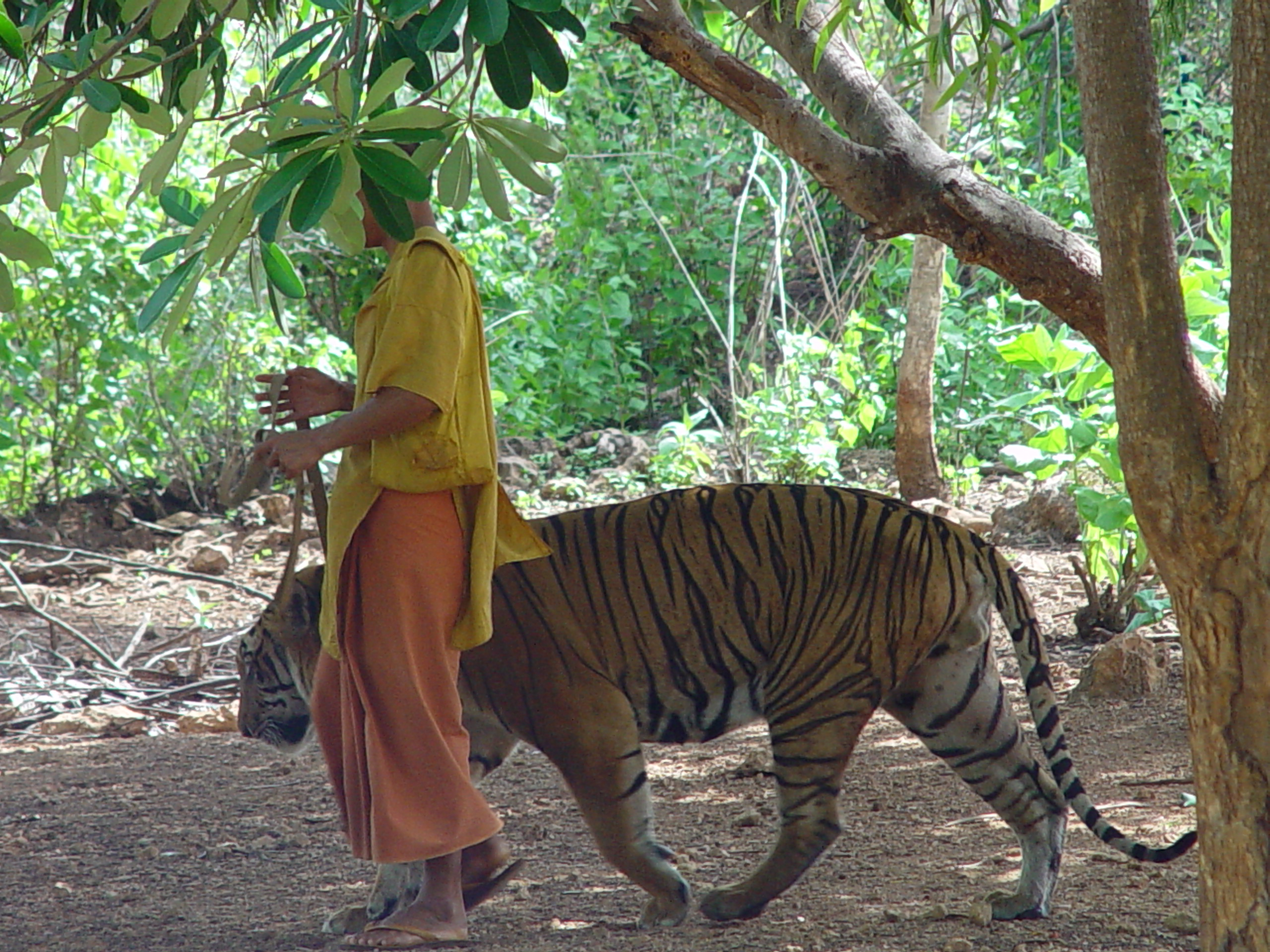
首綱を付けたトラと散歩する僧侶

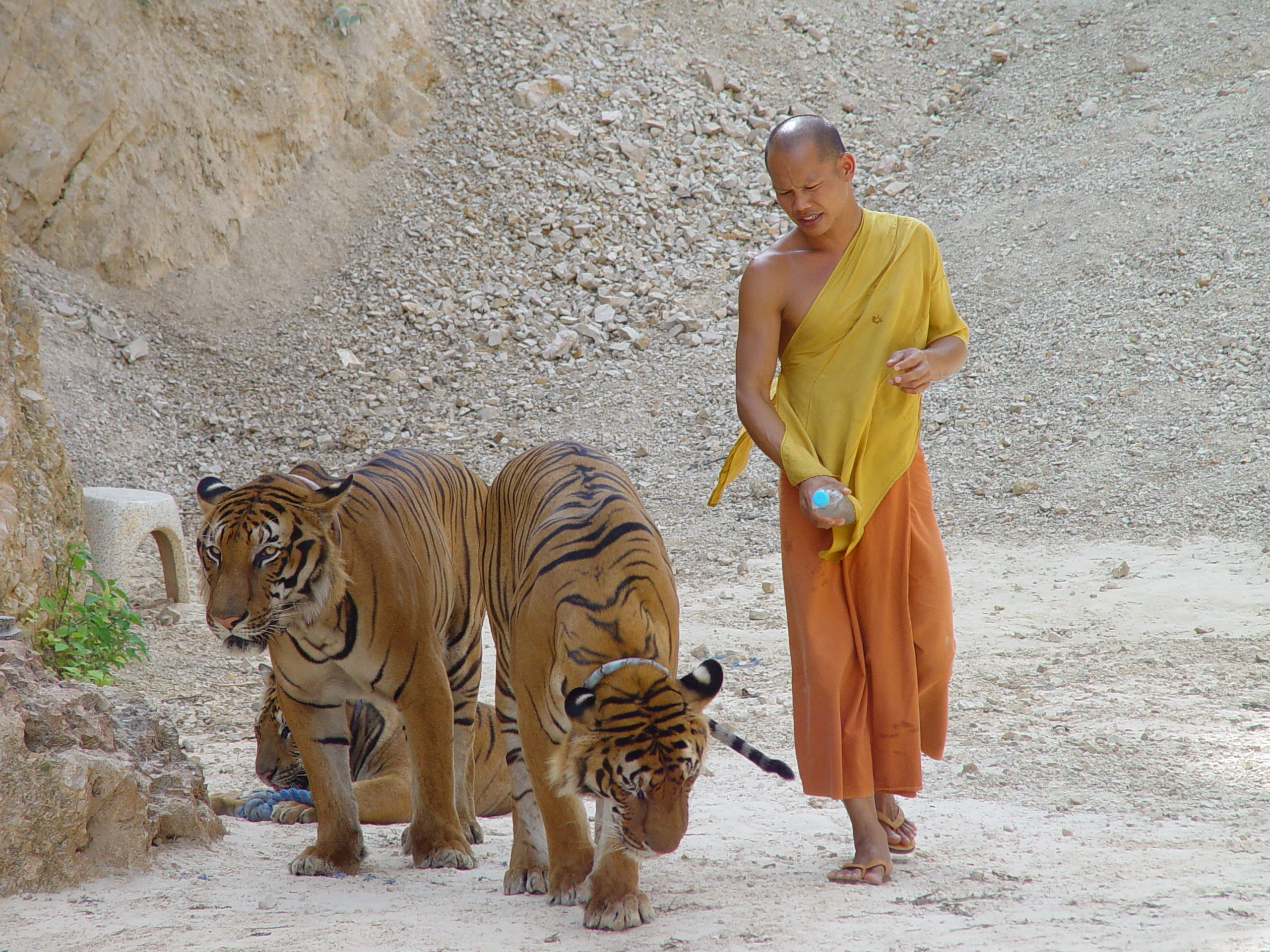
採石場で散歩中の僧とトラ

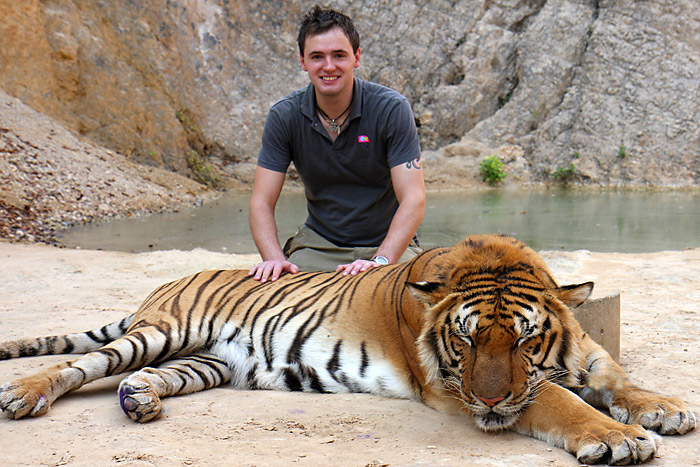
訪問者は、成長したトラ、または小さい子虎と写真を撮ることができる

最初に寺に連れて来られた8頭のトラは救出されたもので、トラの血統が完全にはわかっていないため、これまで詳細 (遺伝子情報) は不明であり、一般的には利用できなかった。しかし、ベンガルトラ (メス) 以外はインドシナトラと推定されている。一部は、交雑種や雑種だけでなく、新しく発見されたマレートラである可能性がある。

## 露呈と内情および論争点
寺院の動物保護哲学には欠陥があると主張され、ケア・フォー・ザ・ワイルド・インターナショナルという組織は、2005年から2008年の間に収集された情報に基づき、当寺院は「絶滅のおそれのある野生動植物の種の国際取引に関する条約（CITES）」及び、タイとラオスの国内法に違反して、ラオスのトラ農場の所有者とトラを秘かに交換（闇取引）していると主張する。同組織は、この寺院が1992年のタイ野生動物保護法のもとで、必要とされる免許を持たないトラの繁殖飼育施設として操業していると主張した。
タイ野生生物友好基金（Wildlife Friends Foundation Thailand、以下, WFFT）の創設者エドウィン・ウィーク（Edwin Wiek）によると、この寺院の活動は、タイが署名している野生動物に関する国際条約であり、トラなどの保護された野生動物の商業的繁殖を禁止しているワシントン条約に違反しているという。これまで当局によるトラ救出策はすべて失敗しており、2015年の試みも失敗に終わっているが、ウィークは、これは寺院とその指導者であるプラ・ウィスチサラテン (Phra Wisutthisarathen) の影響によるものだと考えている。 
ケア・フォー・ザ・ワイルド・インターナショナルの報告書に基づき、国際人道協会、アメリカ動物園水族館協会、世界動物保護協会、世界自然保護基金など39の保護団体が協力して、「国際トラ連合（The International Tiger Coalition）」の名称でタイ国立公園局長に書簡を送った。書簡では、寺院に対して、ラオスとの間で12頭のトラを輸出入していること、公認された保護増殖プログラムとの関連性がないことに対して措置を講じるよう、また、寺院でトラの血統と保護プログラムへの価値を判断するために、寺院内でトラの遺伝子検査を行うよう事務総長に要請した。報告書では、「寺院には施設や技術、認定された動物園との関係、さらには適切な方法でトラを管理するという意思がなく、営利目的でトラを保有していた」と結論づけている。 
2006年12月、米・ABCニュースは、寺院に3日間滞在したが、動物に薬物の投与や虐待があった形跡を見つけることはできなかった。インタビューを受けたタイ人と西洋人の両従業員は「動物はよく扱われている」と主張した。住職は、「トラを繁殖させて野生に放つことが最終的な目標である」と述べた。
2014年、ケア・フォー・ザ・ワイルド・インターナショナルは、「世界トラの日」に合わせた国際的キャンペーンの中で、トラとの自撮りをやめるよう呼びかけた。同団体のフィリップ・マンスブリッジ（Philip Mansbridge）最高経営責任者は、「人々はすぐに、私たちが過剰に反応しているか、その楽しみを台無しにしているだけと思うでしょう。しかし実際に、1枚の写真を撮るだけで、その動物（トラ）が一生、苦しむことになる」と述べたと伝えられる。同団体は、トラ寺院のような場所で、捕獲されたトラが観光客やボランティアに危害を加える事件が年間60件にのぼると見積もっている。
2015年2月2日、森林管理官による正式な調査が開始された。最初に追い出された翌日、彼らは、令状、警官、兵士を携えて戻り、保護された野鳥を捕まえ、敷地内にトラを収容した。鳥獣保護観察所の所長は、公園には鳥を育てるための適切な許可がないと述べた。トラの記録に関するさらなる調査が行われるまで、トラは拘留された。

## 虎の保護
2016年の1月と5月に、オーストラリアの組織であるシーフォーライフ (Conservation and Environmental Education 4 Life, Cee4life) から、9年間に及ぶ調査報告書が発表された。最初のレポートには、寺院でのトラの失踪に関するカメラ映像、録音、目撃証言が含まれている。第2報には、トラの胴の部分の販売、贈答、国際輸送の証拠が含まれている。ナショナルジオグラフィックは、そこの僧侶たちが寺院でトラと営利の繁殖、販売、搾取事業を行っていると主張した。翌年5月、タイ当局は動物を押収し、施設の閉鎖を試みた。タイでは、商業利用等を目的としたトラの繁殖は、ワシントン条約により禁止されており、トラは絶滅危惧種として国の財産とされている。 
2016年5月30日、タイの「国立公園・野生動物・植物保全局」は、500人態勢で、生きている全てのトラを保護する措置を開始した。当局は、業務用の冷凍庫から40匹以上のトラの赤子の死骸を発見した。冷凍庫からは他の動物の身体の一部も多数見つかった。国立公園局の代表者は、トラの子は立ち入り直前に死亡したと主張する一方、寺は何ヶ月もトラの誕生を報告していなかった。これは隠れた違法繁殖の兆候と見なされた。また、生きているサイチョウ約12羽も無許可で所持していたとして押収された。
6月2日、院長秘書を務めていた人物が、2頭分のトラの皮、トラの歯10本、トラの皮の小片を入れたお守りを大量に積み込んだ車で寺院から出ようとしたところを逮捕された。秘書と他4名は、野生生物密輸の疑いで調査されている。手入れ当初、寺院は非公開だった。6月3日には、別の30頭のトラの子どもの死骸が英語のラベルが貼られた容器の中で発見され、それらが売りに出されていた可能性が示唆された。

## 保護されたトラの容態
2019年にタイ政府は、寺院から保護された147頭のトラの内、86頭が死亡したことを明らかにし、その多くがウィルス性の疾患だったが、近親交配も遠因だと述べている。
創設者 (WFFT) のエドウィン・ウィークは、取材会見 (BBC) の中で、保護先の施設が狭すぎたことが死につながったと指摘している。一方、保護施設の代表者は2019年9月20日、報道陣の取材に対して、「懸命に治療している」と主張した。